# Edward Zawiszewski
Edward Stefan Zawiszewski (ur. 2 września 1926 w Tucholi, zm. 20 października 2007 w Pelplinie) – polski duchowny katolicki, doktor teologii, prałat honorowy Jego Świątobliwości, kanonik senior Kapituły Katedralnej Pelplińskiej, profesor Wyższego Seminarium Duchownego w Pelplinie.

## Życiorys
Ks. Zawiszewski urodził się w Tucholi. W czasie wojny został wraz z rodziną wysiedlony do Generalnego Gubernatorstwa. Później powrócił na Pomorze do Chojnic, gdzie zdał egzamin dojrzałości. 23 grudnia 1950 roku po ukończeniu studiów w Wyższym Seminarium Duchownym w Pelplinie otrzymał święcenia kapłańskie w Chojnicach z rąk biskupa chełmińskiego Bernarda Czaplińskiego. W latach 1951–54 kontynuował studia na Katolickim Uniwersytecie Lubelskim. W maju 1957 roku uzyskał stopień doktora teologii w oparciu o rozprawę „Emanuel w Księdze Izajasza”. W 1966 roku także na KUL-u zdobył licencjat z nauk biblijnych. Następnie został wikariuszem katedralnym w Pelplinie. 1 września 1954 roku został wykładowcą Pisma Świętego w Wyższym Seminarium Duchownym w Pelplinie. Był również lektorem języka łacińskiego, greckiego i hebrajskiego. W latach 1964–1992 sprawował urząd wicerektora Seminarium w Pelplinie. Wykładał również w Punkcie Konsultacyjnym ATK w Tczewie. Od 1964 roku był szambelanem, później prałatem papieskim oraz Kanonikiem Gremialnym Kapituły Katedralnej w Pelplinie. W latach 1974–1992 pełnił funkcję dyrektora diecezjalnego Wydziału Komisji Charytatywnej Episkopatu, a później dyrektora Caritas diecezji pelplińskiej. Był również ojcem duchownym kapłanów diecezji pelplińskiej. W ostatnich latach życia stan zdrowia nie pozwolił mu kontynuować wykładów.
Dla Biblii Tysiąclecia przetłumaczył Księgę Abdiasza, w serii tzw. komentarzy KUL przygotował Księgę Amosa i Księgę Abdiasza.
Zmarł 20 października 2007 w Pelplinie. 23 października 2007 roku w bazylice katedralnej w Pelplinie odbył się jego pogrzeb.

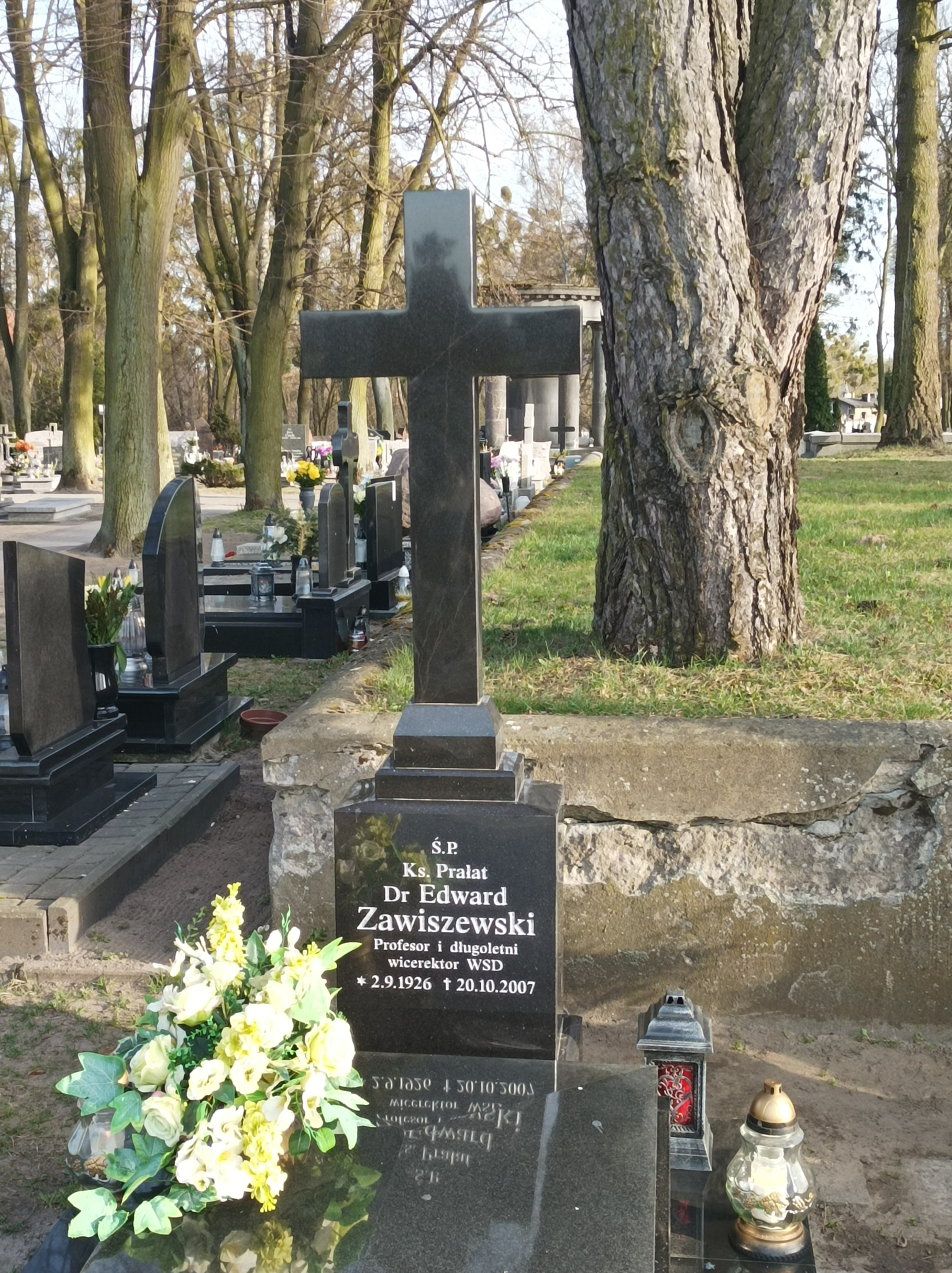
Grób ks. Edwarda Zawiszewskiego w Pelplinie